# Canistrum cyathiforme
Canistrum cyathiforme là một loài thực vật có hoa trong họ Bromeliaceae. Loài này được (Vell.) Mez mô tả khoa học đầu tiên năm 1891.